# Bathymodiolus thermophilus
Espèce
Bathymodiolus thermophilus est une espèce de mollusques bivalves marins de la famille des Mytilidae. L'espèce a été découverte à des profondeurs abyssales où les véhicules submersibles tels que le DSV Alvin ont commencé à explorer les profondeurs des océans. On le rencontre sur le lit de la mer, souvent en grand nombre, à proximité de sources hydrothermales ou de puits d'eau chaude, d’où jaillit à travers le plancher de l'océan Pacifique un fluide riche en soufre qui assure en grande partie la nutrition des individus adultes.

## Description
Bathymodiolus thermophilus' est une moule de grande taille avec un périostracum brun foncé, mesurant environ 20 cm. Ce dernier est attaché aux rochers sur le fond marin par ses byssus, mais il est capable de se détacher et se déplacer vers un autre emplacement. Cette espèce est parfois très abondante, ayant été enregistrée à des densités atteignant 300 individus par mètre carré.

## Répartition
Bathymodiolus thermophilus se rencontre autour des cheminées thermales profondes de la mer sur la dorsale Est-Pacifique entre 13° N et 22° S et dans le rift situé à proximité des îles Galápagos à des profondeurs d'environ 2 800 mètres,.

## Biologie
Bathymodiolus thermophilus a des bactéries chémosymbiotique dans ses branchies qui oxydent le sulfure d'hydrogène. La moule absorbe les substances nutritives synthétisées par ces bactéries et ne dépend pas de la matière organique produite par photosynthèse. Cependant cette espèce se nourrit également en extrayant les particules alimentaires en suspension dans l'eau environnante à travers ses branchies. Généralement ce sont les bactéries qui vivent autour de l'évent, où elles forment souvent un tapis dense.
Les larves de Bathymodiolus thermophilus dérivent avec les courants et se nourrissent de phytoplancton et de zooplancton. Cette méthode d'alimentation est susceptible de leur donner de bonnes capacités de dispersion et il a été démontré par l'analyse de l'ADN qu'il y a un taux élevé de flux de gènes entre populations de différentes cheminées.